# Carta a l'Estimada immortal
La Carta a l'Estimada immortal (Briefe an die unsterbliche Geliebte en alemany) és un document manuscrit autògraf del compositor Ludwig van Beethoven.
Es tracta d'un grup de tres cartes redactades entre el 6 i el 7 de juliol de 1812 mentre Beethoven seguia una cura termal a Teplice, a Bohèmia. El seu destinatari era una dona de qui el compositor estava profundament enamorat, la identitat de la qual és encara desconeguda. Sembla cert que les cartes no van ser mai enviades o bé li van ser retornades, ja que es van trobar entre els seus papers personals els dies posteriors a la seva mort, junt amb altres documents importants com el Testament de Heiligenstadt. Es tracta, sens dubte, de l'enigma principal de la biografia de Beethoven.
Segons els estudis de biògrafs de Beethoven com Maynard Solomon, els noms de dona sobre qui presumptament podria recaure la misteriosa identitat de l'Estimada immortal són dos: Josephine von Brunsvik, esposa del baró Christoph Stackelberg i, sobretot, Antonia Brentano, sense descartar altres com Therese von Brunsvik, Anna-Marie Erdödy o la seva cunyada Johanna van Beethoven. Tanmateix, en tots els casos la relació es basa en suposicions sense cap certesa.